# Cubo Cósmico
O Cubo Cósmico é um objeto fictício com essa forma (depois apareceriam outros similares, de diversas geometrias), surgido nos quadrinhos da Marvel Comics. O objeto possui a capacidade de transformar qualquer desejo em realidade, independente das consequências. Criado por Stan Lee e Jack Kirby na revista Tales of Suspense # 79, julho de 1966.

## História da publicação
O primeiro Cubo Cósmico a aparecer foi criado pela sociedade secreta para-militar denominada I.M.A - Ideias Mecânicas Avançadas (do original A.I.M - Advanced Idea Mechanics), com o objetivo de dominar o mundo. O objeto se mostrou muito poderoso tornando MODOK - outra criação da IMA em uma criatura louca. O Caveira Vermelha, o vilão nazista, se apossou do Cubo Cósmico e se tornou super-poderoso, mas sua arrogância e excesso de confiança o fizeram ser derrotado pelo Capitão América, perdendo o Cubo. Mais tarde o vilão recupera o objeto e troca de corpo com o Capitão América. Novamente derrotado pelo heroi, que aparentemente dissolve o cubo usando um material da I.M.A.
O próximo a recuperar o Cubo foi o vilão alienígena Thanos, de Titã . De posse do artefato, Thanos deseja controlar o universo (o que atrai a atenção amorosa da entidade conhecida como Senhora Morte). Combatido pelos Vingadores e pelo original Capitão Marvel, Mar-Vell,  Thanos se torna supremo ao conseguir que o cubo funda a sua essência em todas as coisas do Universo. Achando que o Cubo esgotara sua energia depois de atender seu pedido, Thanos o descarta, o que foi seu erro. Mar-Vell percebe que o Cubo continua a emitir energia e o destrói, fazendo com que o Universo volte ao normal.
Um segundo Cubo é criado pelos cientistas do Caveira Vermelha, mas é roubado por uma equipe de agentes da S.H.I.E.L.D antes que possa ser utilizado. Levado para as instalações do Projeto Pégasus, o Cubo acaba por ser roubado pelo vilão e líder de culto Victorius, que o usa para criar Jude, o Homem Entrópico. Ambos são neutralizados pela intervenção do Homem-Coisa. O Cubo volta para o Pégasus trazido pelo Capitão América e pelo Coisa. onde ele transforma o alienígena Wundarr (aparência de adolescente com mentalidade infantil) em Aquarian.
O Coisa se alia a vários amigos super-heróis: Doutor Estranho, Feiticeira Escarlate, Homem-Aranha e Quasar contra o deus Seti e a Coroa das Serpentes. Durante a batalha para impedir que a I.M.A volte a usar o Cubo, o Capitão América testemunha a metamorfose do Cubo na entidade chamada de Kubik, um aluno do Figurador (no original Shaper of Worlds) - na verdade um Cubo maior criado pelos alienígenas Skrulls.
Kubik retorna à Terra atraído por uma anomalia gerada por uma fração do seu poder - revelada como o robô Super-Adaptóide. O Adaptóide usa a habilidade de Kubik de gerar cópias e tenta criar uma raça à sua própria imagem, banindo o alienígena. Ele é impedido pelo Capitão América. Kubik retorna e remove o fragmento do Cubo Cósmico original que dava ao robô seus poderes.
Kubik também batalha com a entidade renegada Beyonder (originalmente surgida na série Guerras Secretas, maio de 1984 - abril de 1985, & Guerras Secretas II, julho de 1985 - março de 1986, com sua origem e propósitos revelados nessa história), e é contado que o vilão Homem Molecular  e Beyonder são na verdade partes de um Cubo incompleto. Eles são convencidos a se unirem e formam uma nova entidade chamada Kosmos, que se transforma em pupilo de Kubik.
Magus - a versão maligna de Adam Warlock - adquire cinco Cubos Cósmicos de universos vizinhos, com a aparência de várias formas geométricas. Magus manipula os Cubos, o que lhe causa dano cerebral permanente. Ele faz com que os Cubos criem cópias (doppleganger) de quase todos os heróis do universo, mas fracassa quando consegue a  Manopla do Infinito, com uma das gemas chaves revelando-se falsa.
Depois da derrota de Magus, a versão de Warlock conhecida como Deusa aparece e deseja expurgar todo o mal do universo. Para isso ela coleta 30 unidades com cada uma com o poder do Cubo Cósmico e os funde num Ovo Cósmico. A Deusa é derrotada por Warlock e Thanos.
Outro Cubo apareceu no século XXXI: Capitão América e o Caveira Vermelha lutam contra a entidade cósmica Korvac.
Um jovem chamado Curtis Doyle se transforma no heroi Freedom Ring quando ele encontra um fragmento do Cubo original na forma de um anel. Ele fica com o poder de alterar a realidade em uma área limitada. Ele morre em uma batalha ao salvar o Capitão América, o Homem-Aranha, a Mulher-Aranha e Wolverine do vilão Iron Maniac.

### Chaos Engine
De autoria de Steven A. Roman, Chaos Engine é uma série de novelas, com o Cubo Cósmico passando nas mãos de três super-vilões: Doutor Destino, Magneto e Caveira Vermelha, que os usa para criarem seus próprios universos, que seriam os "mundos perfeitos" de cada um.

### JLA/Avengers
Um Cubo Cósmico foi um dos 12 itens de poder usados pelos Vingadores e Liga da Justiça em um jogo criado pela entidade Krona e o Grão-Mestre, num  crossover da DC Comics e Marvel.

## Outras versões

### Ultimate
Na versão Ultimate o Senhor Fantástico constrói o "Cubo do Poder" atendendo a uma sugestão inconsciente dada por Thanos.

### Cinema
O Cubo Cósmico aparece nos filmes da Marvel Studios, onde é referido como "Tesseract" ou "Cubo". Em Homem de Ferro 2 aparece rabiscado nas notas do pai do Homem de Ferro, em Thor surge na cena pós-créditos, e é parte crucial da trama de Capitão América: O Primeiro Vingador (usado para criar armas energéticas pelo Caveira Vermelha) e Os Vingadores (usado para criar um portal cósmico por Loki, abrindo espaço para a invasão dos Chitauri). Mais tarde é revelado que ele contem a jóia do infinito do espaço.